# Florian Zenker
Florian Zenker (1972) is een Duitse jazzgitarist en componist.

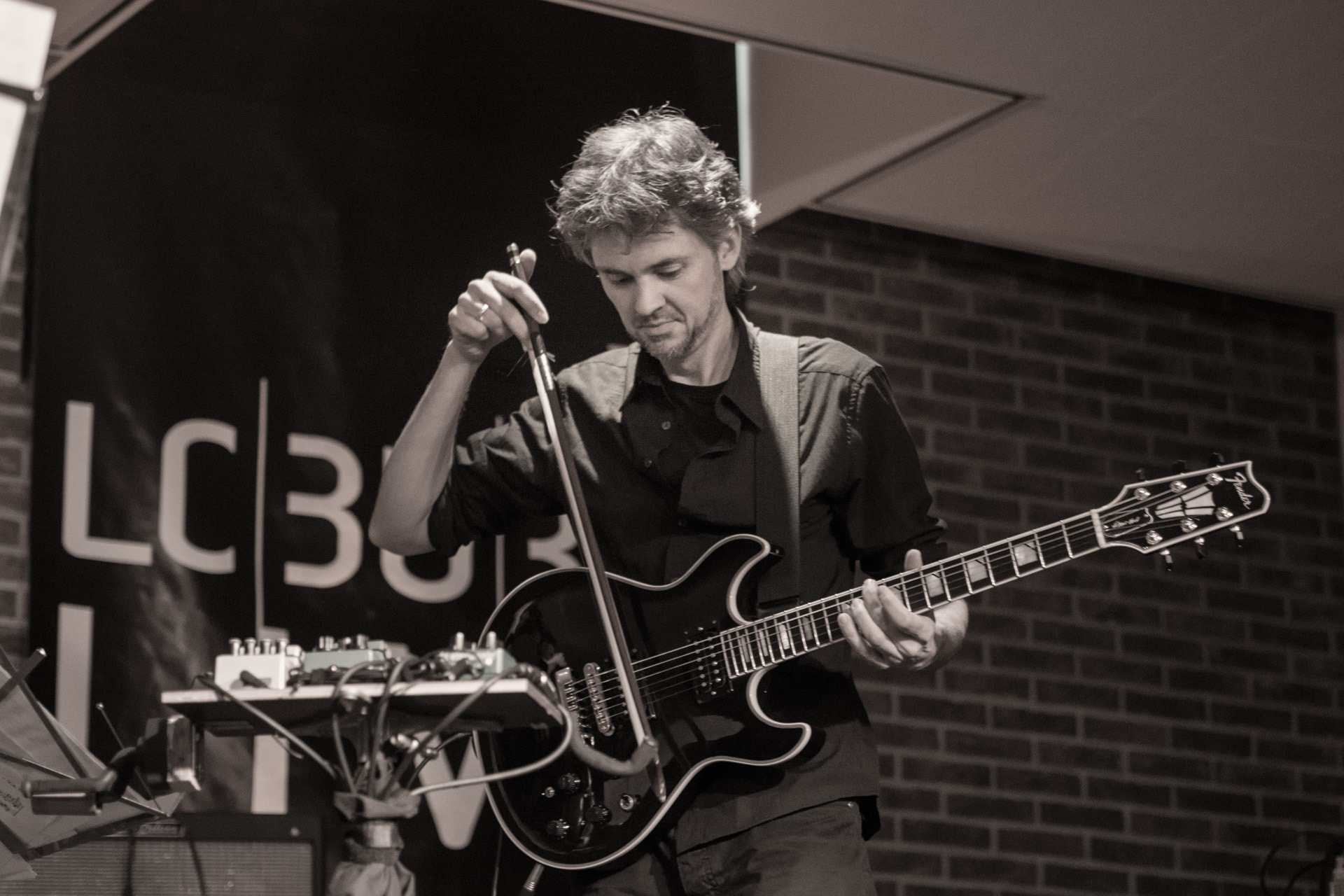
Florian Zenker, performing in Wageningen, Netherlands on Feb 9, 2014

Zenker studeerde jazzgitaar aan het Koninklijke Conservatorium in Den Haag (Master, 2000). Hij woonde en werkte enige jaren in Oslo (Noorwegen) en trok in 2004 naar Keulen.
Florian Zenker gaf met verschillende groepen en projecten concerten in heel Europa, Canada en Colombia en trad onder meer op tijdens het North Sea Jazz Festival. Hij werkte onder andere met Dave Liebman, Oene van Geel, Afra Mussawisade, Mats Eilertsen, Wolfert Brederode, Eric Vloeimans, Eric Ineke, Kristina Fuchs, Jeroen van Vliet en Gregor Hübner samen. 
Als componist schreef hij het merendeel van de composities van het Florian Zenker/Christian Kappe 4tet en werkte hij mee aan CD's van onder andere Wolfert Broderode's project Nimbus alsook Christof May's groep Maygus. Tevens schreef hij muziek voor zijn groep tiny tribe. De laatste jaren heeft hij muziek gecomponeerd voor korte films en documentaires en theaterstukken, alsook een serie Nederlandse avant-garde-stomme films uit de jaren 1928 tot 1934. In 2006 schreef hij de muziek voor zijn eerste speelfilm. ook componeerde hij voor televisie en films in Noorwegen en jingles voor radio-omroepen in Duitsland, Nederland en Oostenrijk. 
Zenker speelt niet alleen elektrische gitaar maar ook gebruikt hij aan de gitaar verwante instrumenten, zoals een speciale citer en talrijke effectpedalen.

## Discografie (selectie)
- Zenker / Kappe 4tet: It's Green (1998)
- NIMBUS featuring Dave Liebman: Festina Lente (2003)
- Kristina Fuchs Sonic Unit: Whence & Whither (2003)
- Natasza Kurek Group: Incantation (2004)
- Judith Nijland: Suitcase of Songs (2006)
- tiny tribe: Milou (2006)